# エレーナ・ラジオノワ
エレーナ・イーゴレヴナ・ラジオノワ（ロシア語: Еле́на И́горевна Радио́нова、ロシア語ラテン翻字: Elena Igorevna Radionova、1999年1月6日 - ）は、ロシア・モスクワ出身の元フィギュアスケート選手（女子シングル）。愛称レーナ。
2015年ロシア選手権優勝。2013年、2014年世界ジュニア選手権優勝。2015年世界選手権3位。2015年、2016年欧州選手権2位。

## 経歴
2011-2012シーズン、ロシア選手権に初出場し5位に入る。ロシアジュニア選手権では3位に入ったが、年齢規定のために世界ジュニア選手権には派遣されなかった。トリグラフトロフィーのノービスクラスに出場し優勝を果たした。
2012-2013シーズン、ジュニアグランプリシリーズに参戦し、クールシュヴェル大会、オーストリア大会の両方で優勝。続くジュニアグランプリファイナルでも優勝を果たした。ロシア選手権では2位に入る。世界ジュニア選手権は5位と出遅れるが、FSで1位となり逆転優勝を果たした。

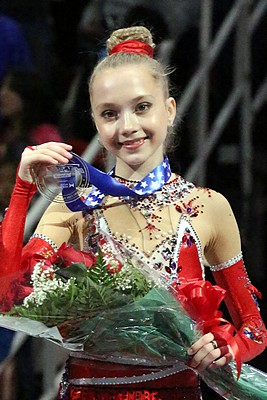
2013年スケートアメリカでのラジオノワ

2013-2014シーズン、シニアクラスに移行。デビュー戦のネーベルホルン杯で優勝。グランプリシリーズにも参戦し、スケートアメリカで3位、NHK杯で2位に入賞し、グランプリファイナルに出場。ソチオリンピックは規定により出場できなかったものの、エキシビションに開催国枠で出演。ロシアジュニア選手権は怪我のために出場しなかったが、世界ジュニア選手権には当初エントリーされていたアレクサンドラ・プロクロワが出場せずにラジオノワが出場することになった。大会ではSP、FS共に1位で世界ジュニア選手権で女子シングルの選手としては初めて2連覇を達成。ロシアは2年連続で表彰台を独占した。
2014-2015シーズン、グランプリシリーズのスケートアメリカでグランプリシリーズ初優勝。エリック・ボンパール杯でも優勝し、唯一の2連勝でグランプリファイナルへの進出を決めた。ファイナルでは銀メダルを獲得し、続くロシア選手権では初優勝。初出場の欧州選手権では銀メダルを獲得。世界選手権ではSPの当日に38度の発熱をするも2位の成績を残したが、FSではジャンプの回転不足がとられるなどして6位。総合ではSPの貯金が生き銅メダルを獲得した。
2015-2016シーズン、中国杯ではSP6位と出遅れるも、FSではアンナ・ポゴリラヤを0.12の僅差で逆転し銅メダルを獲得した。ロステレコム杯で優勝し、3年連続でグランプリファイナルへの進出を決めた。グランプリファイナルではSP2位、FS4位の総合3位となり、銅メダルを獲得した。2回目の出場となった欧州選手権では、前年同様、銀メダルを獲得した。世界選手権ではSP、FS共に目立つようなミスはなかったものの総合6位で表彰台を逃した。
チームチャレンジカップには、棄権したエリザベータ・トゥクタミシェワの代わりに、チームヨーロッパの一員として出場した。SPではジャンプが抜けるようなミスが多く目立ち自身も落ち込んでいたが、FSでは挽回した滑りを見せチームの優勝に貢献した。
2016-2017シーズン、ロステレコム杯で2位。中国杯では優勝し、4年連続でグランプリファイナルへの出場を決めた。ロシア選手権では5位となり、5年ぶりに表彰台を逃した。2017年4月28日、長年指導を受けたインナ・ゴンチャレンコから、エレーナ・ブヤノワへのコーチ変更を発表した。
2020年9月にInstagramでファン、コーチや振付師、家族への感謝を述べ、現役引退を表明した。

## 人物
好きな国はフランス、日本。
憧れの選手にカロリーナ・コストナー、金妍児、浅田真央等をあげている。
自身の性格について、「誰かに敵意や妬みをもったことはないわ。」と述べている。一人っ子である。
2014年12月グランプリファイナル終了後の取材では「私はもう若くないんです。もうすぐ16歳になりますが、3回転-3回転ができるもっと若い子たちがいるんです」と語った。
2023年1月1日、Instagramでロシアのサッカー選手コンスタンティン・クチャエフとの婚約を発表した。

## 技術
- スケーティング技術が高く、14歳で迎えたNHK杯などの大会でもステップはレベル4の認定を受け加点も得ている。
- NHK杯では3Lo-3Tや3Lz-3Tを披露しており、ジャンプを得意としている。

## 主な戦績
| 大会/年             | 2010 -11 | 2011 -12 | 2012 -13 | 2013 -14 | 2014 -15 | 2015 -16 | 2016 -17 | 2017 -18 | 2018 -19 |
| ------------------- | -------- | -------- | -------- | -------- | -------- | -------- | -------- | -------- | -------- |
| 世界選手権          |          |          |          |          | 3        | 6        |          |          |          |
| 欧州選手権          |          |          |          |          | 2        | 2        |          |          |          |
| 世界国別対抗戦      |          |          |          |          | T2/P2    |          | T2/P5    |          |          |
| ロシア選手権        |          | 5        | 2        | 3        | 1        | 2        | 5        | 10       |          |
| GPファイナル        |          |          |          | 4        | 2        | 3        | 6        |          |          |
| GP中国杯            |          |          |          |          |          | 3        | 1        | 3        |          |
| GPロステレコム杯    |          |          |          |          |          | 1        | 2        | 4        |          |
| GPエリック杯        |          |          |          |          | 1        |          |          |          |          |
| GPスケートアメリカ  |          |          |          | 3        | 1        |          |          |          | WD       |
| GP NHK杯            |          |          |          | 2        |          |          |          |          | WD       |
| ユニバーシアード    |          |          |          |          |          |          | 1        |          |          |
| CSネペラ杯          |          |          |          |          |          |          |          | 3        |          |
| ネーベルホルン杯    |          |          |          | 1        |          |          |          |          |          |
| 世界Jr.選手権       |          |          | 1        | 1        |          |          |          |          |          |
| ロシアJr.選手権     | 4        | 3        | 1        |          |          |          |          |          |          |
| JPGファイナル       |          |          | 1        |          |          |          |          |          |          |
| JGPオーストリア     |          |          | 1        |          |          |          |          |          |          |
| JGPクールシュヴェル |          |          | 1        |          |          |          |          |          |          |
| トリグラフ杯        |          | 1 N      | 1 J      |          |          |          |          |          |          |

- Jはジュニアクラス
- Nはノービスクラス

### 詳細
| 2017-2018 シーズン    |                                                                       |         |          |          |
| 開催日                | 大会名                                                                | SP      | FS       | 結果     |
| 2017年11月3日 - 5日   | ISUグランプリシリーズ中国杯（北京）                                   | 3 70.48 | 4 136.34 | 3 206.82 |
| 2017年10月20日 - 22日 | ISUグランプリシリーズロステレコム杯（モスクワ）                       | 5 68.75 | 4 126.77 | 5 195.52 |
| 2017年9月21日 - 23日  | ISUチャレンジャーシリーズオンドレイネペラトロフィー（ブラチスラヴァ） | 3 64.42 | 4 117.79 | 3 182.21 |

| 2016-2017 シーズン     |                                                    |         |          |                   |
| 開催日                 | 大会名                                             | SP      | FS       | 結果              |
| 2017年4月20日 - 23日   | 2017年世界フィギュアスケート国別対抗戦（東京）     | 2 72.21 | 5 137.08 | 2 団体 （209.29） |
| 2017年1月31日 - 2月5日 | ユニバーシアード冬季競技大会（アルマトイ）         | 1 69.02 | 1 127.59 | 1 196.61          |
| 2016年12月22日 - 25日  | ロシアフィギュアスケート選手権（チェリャビンスク） | 5 70.19 | 5 139.05 | 5 209.24          |
| 2016年12月8日 - 11日   | 2016/2017 ISUグランプリファイナル（マルセイユ）    | 5 68.98 | 6 119.83 | 6 188.81          |
| 2016年11月18日 - 20日  | ISUグランプリシリーズ 中国杯（北京）               | 2 70.75 | 1 135.15 | 1 205.90          |
| 2016年11月4日 - 6日    | ISUグランプリシリーズ ロステレコム杯（モスクワ）   | 2 71.93 | 2 123.67 | 2 195.60          |

| 2015-2016 シーズン     |                                                            |         |          |          |
| 開催日                 | 大会名                                                     | SP      | FS       | 結果     |
| 2016年4月22日 - 24日   | 2016年コーセー・チームチャレンジカップ（スポケーン）       | 8 61.36 | 5 133.31 | 注       |
| 2016年3月26日 - 4月3日 | 2016年世界フィギュアスケート選手権（ボストン）             | 5 71.70 | 5 138.11 | 6 209.81 |
| 2016年1月25日 - 31日   | 2016年ヨーロッパフィギュアスケート選手権（ブラチスラヴァ） | 2 70.96 | 2 139.03 | 2 209.99 |
| 2015年12月23日 - 27日  | ロシアフィギュアスケート選手権（エカテリンブルク）         | 2 76.69 | 2 145.88 | 2 222.57 |
| 2015年12月9日 - 13日   | 2015/2016 ISUグランプリファイナル（バルセロナ）            | 2 69.43 | 4 131.70 | 3 201.13 |
| 2015年11月20日 - 22日  | ISUグランプリシリーズ ロステレコム杯（モスクワ）           | 1 71.79 | 2 139.53 | 1 211.32 |
| 2015年11月6日 - 8日    | ISUグランプリシリーズ 中国杯（北京）                       | 6 58.51 | 2 125.77 | 3 184.28 |

| 2014-2015 シーズン     |                                                            |         |          |          |
| 開催日                 | 大会名                                                     | SP      | FS       | 結果     |
| 2015年4月16日 - 19日   | 2015年世界フィギュアスケート国別対抗戦（東京）             | 3 68.77 | 2 129.73 | 2 団体   |
| 2015年3月23日 - 29日   | 2015年世界フィギュアスケート選手権（上海）                 | 2 69.51 | 6 121.96 | 3 191.47 |
| 2015年1月26日 - 2月1日 | 2015年ヨーロッパフィギュアスケート選手権（ストックホルム） | 1 70.46 | 2 139.08 | 2 209.54 |
| 2014年12月24日 - 28日  | ロシアフィギュアスケート選手権（ソチ）                     | 1 74.13 | 1 143.32 | 1 217.45 |
| 2014年12月11日 - 14日  | 2014/2015 ISUグランプリファイナル（バルセロナ）            | 3 63.89 | 2 134.85 | 2 198.74 |
| 2014年11月21日 - 23日  | ISUグランプリシリーズ エリック・ボンパール杯（ボルドー）   | 1 67.28 | 1 136.64 | 1 203.92 |
| 2014年10月24日 - 26日  | ISUグランプリシリーズ スケートアメリカ（シカゴ）           | 2 65.57 | 1 129.90 | 1 195.47 |
| 2014年10月4日          | 2014年ジャパンオープン（さいたま）                         | -       | 1 136.46 | 1 団体   |

| 2013-2014 シーズン    |                                                        |         |          |          |
| 開催日                | 大会名                                                 | SP      | FS       | 結果     |
| 2014年3月10日 - 16日  | 2014年世界ジュニアフィギュアスケート選手権（ソフィア） | 1 66.90 | 1 127.39 | 1 194.29 |
| 2013年12月22日 - 27日 | ロシアフィギュアスケート選手権（ソチ）                 | 3 67.76 | 3 134.25 | 3 202.01 |
| 2013年12月5日 - 8日   | 2013/2014 ISUグランプリファイナル（福岡）              | 5 64.38 | 4 118.64 | 4 183.02 |
| 2013年11月8日 - 10日  | ISUグランプリシリーズ NHK杯（東京）                    | 3 62.83 | 2 128.98 | 2 191.81 |
| 2013年10月18日 - 20日 | ISUグランプリシリーズ スケートアメリカ（デトロイト）   | 3 67.01 | 4 116.94 | 3 183.95 |
| 2013年9月25日 - 28日  | 2013年ネーベルホルン杯（オーベルストドルフ）           | 1 64.69 | 1 123.52 | 1 188.21 |

| 2012-2013 シーズン     |                                                            |         |          |          |
| 開催日                 | 大会名                                                     | SP      | FS       | 結果     |
| 2013年3月27日 - 31日   | 2013年トリグラフトロフィー ジュニアクラス（ブレッド）      | 1 62.34 | 1 110.43 | 1 172.77 |
| 2013年2月25日 - 3月3日 | 2013年世界ジュニアフィギュアスケート選手権（ミラノ）       | 5 53.48 | 1 116.23 | 1 169.71 |
| 2013年2月1日 - 3日     | ロシアジュニアフィギュアスケート選手権（サランスク）       | 1 68.45 | 1 131.74 | 1 200.19 |
| 2012年12月24日 - 28日  | ロシアフィギュアスケート選手権（ソチ）                     | 3 64.58 | 2 126.68 | 2 191.26 |
| 2012年12月6日 - 9日    | 2012/2013 ISUジュニアグランプリファイナル（ソチ）          | 1 60.90 | 1 118.50 | 1 179.40 |
| 2012年9月12日 - 16日   | ISUジュニアグランプリ オーストリア（リンツ）               | 1 62.71 | 1 120.15 | 1 182.86 |
| 2012年8月22日 - 26日   | ISUジュニアグランプリ クールシュヴェル（クールシュヴェル） | 1 61.15 | 1 116.64 | 1 177.79 |

| 2011-2012 シーズン    |                                                           |         |          |          |
| 開催日                | 大会名                                                    | SP      | FS       | 結果     |
| 2012年4月4日 - 8日    | 2012年トリグラフトロフィー ノービスクラス（イェセニツェ） | 1 47.27 | 1 88.91  | 1 136.18 |
| 2012年2月5日 - 7日    | ロシアジュニアフィギュアスケート選手権（ヒムキ）          | 4 57.19 | 2 121.75 | 3 178.94 |
| 2011年12月24日 - 28日 | ロシアフィギュアスケート選手権（サランスク）              | 6 59.10 | 6 115.71 | 5 174.81 |

| 2010-2011 シーズン |                                                  |         |          |          |
| 開催日             | 大会名                                           | SP      | FS       | 結果     |
| 2011年2月2日 - 4日 | ロシアジュニアフィギュアスケート選手権（カザン） | 5 54.75 | 4 104.22 | 4 158.97 |

## プログラム使用曲
| シーズン  | SP | FS | EX |
| --------- | --- | --- | --- |
| 2018-2019 | You Know I'm No Good 曲：エイミー・ワインハウス                                                                    | 映画『ニュー・シネマ・パラダイス』より 作曲：エンリオ・モリコーネ 演奏：ウィリアム・ジョセフ フィリッパ・ジョルダーノ                        | |
| 2017-2018 | It Ain't Necessarily So （歌劇『ポーギーとベス』より） 作曲：ジョージ・ガーシュウィン 振付：シェイ＝リーン・ボーン | ある恋の物語 作曲：カルロス・エレータ・アルマラン 振付：シェイ＝リーン・ボーン                                                               | |
| 2016-2017 | It Ain't Necessarily So （歌劇『ポーギーとベス』より） 作曲：ジョージ・ガーシュウィン 振付：シェイ＝リーン・ボーン | 歌劇『トゥーランドット』より 作曲：ジャコモ・プッチーニ                                                                                      | イマジン ボーカル：エミリー・サンデークレイジー・イン・ラブ 曲：ビヨンセ feat. ジェイ・Z                                                                     |
| 2015-2016 | ジュ・テーム ボーカル：ララ・ファビアン 振付：ニコライ・モロゾフ                                                   | 映画『タイタニック』サウンドトラックより 作曲：ジェームズ・ホーナー 振付：ニコライ・モロゾフ                                                 | オールウェイズ・ラヴ・ユー ボーカル：ホイットニー・ヒューストンイマジン ボーカル：エミリー・サンデーWorth It 曲：フィフス・ハーモニー feat. キッド・インク   |
| 2014-2015 | De mi vera te fuistes (Seguiriyas) 演奏：ペペ・ロメロ エイント・イット・ファニー 曲：ジェニファー・ロペス          | ピアノ協奏曲第3番 悲しみの三重奏曲第2番 作曲：セルゲイ・ラフマニノフ                                                                         | Queen of the Night オールウェイズ・ラヴ・ユー ボーカル：ホイットニー・ヒューストンワルツ第7番 作曲：フレデリック・ショパン Amies-ennemies ボーカル：ナディヤ |
| 2013-2014 | 映画『アンナ・カレーニナ』サウンドトラック 作曲：ダリオ・マリアネッリ Nero 作曲：トーマス・バーガーセン            | 映画『フリーダ』サウンドトラック 作曲：エリオット・ゴールデンサール                                                                          | テーマ：ゾンビダンス Derap 曲：Hugues Le Barsロシア民謡メドレー                                                                                              |
| 2012-2013 | 映画『フィフス・エレメント』サウンドトラック 作曲：エリック・セラ                                                  | 映画『And Finally I Love You』サウンドトラック 作曲：ドミトリー・マリコフ 映画『Country of Deaf』サウンドトラック 作曲：アレクセイ・アイグイ | Rolling in the Deep 曲：アデル |
| 2011-2012 | 映画『フィフス・エレメント』サウンドトラック 作曲：エリック・セラ                                                  | Pulmón by Bajofondo Sentimientos by Andres Linetzky, Ernesto Romeo                                                                           | |
| 2010-2011 | The Blue Kerchief / Sinii Platochek 作曲：イェルジー・ペテルスブルスキ 悲しき天使 作曲：ボリス・フォミーン         | Pulmón by Bajofondo Sentimientos by Andres Linetzky, Ernesto Romeo                                                                           | |
| 2009-2010 | | Aliscia 作曲：リチャード・クレイダーマン | |